# Catelyn Stark
Catelyn Stark (leánykori nevén Tully) kitalált szereplő George R. R. Martin amerikai író A tűz és jég dala című fantasy regénysorozatában, valamint annak televíziós adaptációjában, a Trónok harcában. Catelyn az 1996-os Trónok harca című regényben szerepel először, mint az Északon fekvő Deres úrnője. A szereplő számos fejezetben nézőpontkarakter, vagyis bizonyos könyvbeli történéseket az ő szemszögéből ismerhetnek meg az olvasók.
A HBO Trónok harca című televíziós sorozatában Michelle Fairley alakítja a szereplőt; eredetileg Jennifer Ehle kapta meg a szerepet és alakította Catelynt abban a próbaepizódban, melyet végül nem sugároztak le, de a színésznő családi okok miatt otthagyta a sorozatot az első évad kezdete előtt. A Fairley által megformált Catelyn a kritikusok elismerését is kivívta. A szereplő népszerűségéből adódóan sok rajongó csalódott volt, amikor Catelyn a könyvek cselekményével ellentétben nem tűnt fel a negyedik és a későbbi évadokban sem.
A sorozat magyar nyelvű változatában a szereplő állandó szinkronhangja Kovács Nóra.

## A szereplő leírása
Catelynt gyönyörű, hosszú gesztenyebarna hajú, kék szemű nőként írják le a könyvekben. Legtöbbször a Stark-ház szürke vagy a Tully ház kék és vörös színeibe öltözik, büszke, erős és nagylelkű. Jó érzéke van a politikához, de gyakran gyermekei védelmének vágya vezérli tetteit. Catelyn majdnem minden területen jól kijön férjével, Eddard Starkkal, akivel öt közös gyerekük van: Robb Stark, Sansa Stark, Arya Stark, Bran Stark és Rickon Stark. Az egyetlen dolog, amiért neheztel férjére az, hogy Eddard nemcsak elismeri törvénytelen fiát, Havas Jont, hanem közös otthonukban, többi gyermekével együtt neveli őt.

## A szereplő története a könyvekben

### Trónok harca
Miután a király, Robert Baratheon és kísérete megérkezik Deresbe, Catelyn levelet kap húgától, Lysa Arryntól. Lysa azt állítja levelében, hogy férje, Jon Arryn – aki a Király Segítője (vagyis helyettese és tanácsadója) volt – nem természetes halált halt, hanem a Lannisterek gyilkolták meg. Közben Robert Baratheon meggyőzi Eddardot, hogy vegye át Jon Arryn helyét és legyen ő a Segítő. Eddard vonakodva elfogadja az ajánlatot és otthagyja Derest és Királyvárba megy. Miután fiuk, Bran lezuhan a toronyból és súlyosan megsérül, Catelyn éjjel-nappal mellette van és ápolja. Ő menti meg a bérgyilkostól is, akit Bran meggyilkolására küldtek. Ezek után Catelyn úgy dönt, Királyvárba utazik, hogy tájékoztassa Eddardot a történtekről. Itt találkozik gyerekkori ismerősével, Petyr Baelish-sel, aki azt mondja neki, a kés amivel megtámadták Brant, Tyrion Lannisteré. Catelyn visszaindul Deresbe és útközben egy fogadóban elfogja Tyriont és a húgához, Lysához viszi a Sasfészekbe. Tyrionnak sikerül megmenekülnie: tárgyalásán párbaj általi ítéletet kér, amelyet Bronn segítségével meg is nyer. Eddard kivégzésének hírére Catelyn megpróbálja a királlyá koronázott Robbot és zászlóhordozóit lebeszélni a harcról, de nem jár sikerrel.

### Királyok csatája
Catelyn ellenzi Robb ötletét, miszerint Theon Greyjoyt küldi el szövetséget kötni Balon Greyjoy-jal. Robb elküldi Catelynt, hogy kössön szövetséget Renly Baratheonnal. Catelyn Keserűhídnál találkozik Renlyvel és vele tart a Baratheonok székhelyére, Viharvégre. Itt először tanúja lesz Renly és bátyja Stannis Baratheon trónköveteléssel kapcsolatos vitájának, majd Renly rejtélyes meggyilkolásának. Catelyn Zúgóba menekül Renly egyik testőrével, Tarthi Brienne-nel. Mikor értesül róla, hogy Theon Greyjoy megölte legkisebb fiait, Catelyn meglátogatja a foglyul ejtett Jaime Lannistert. Habár a regényben itt Catelyn cselekményszála véget ér, a harmadik regény elején megtudjuk, hogy szabadon engedte Jaime-t, és Brienne-t bízta meg a feladattal, hogy vigye el őt Királyvárba, cserébe a még mindig ott raboskodó lányaiért. Ez komoly problémát okoz Robbnak, mert emiatt elveszti egyik szövetségesét, a Lannistereket szívből gyűlölő Karstarkokat.

### Kardok vihara
Catelynt Zúgóban házi őrizetre ítéli bátyja, Edmure Tully. Robb, miután bejelenti házasságát Jeyne Westerlinggel – amivel egyébként megszegi a Frey-háznak tett házassági ígéretét - megbocsát Catelynnek. Lord Walder Frey beleegyezik, hogy megbocsát Robbnak, ha Edmure feleségül veszi lányát, Roslint. Catelyn, Robb és több északi nemes elutazik az Ikrekhez, a Frey-ház székhelyére, hogy részt vegyenek az esküvőn. Walder Frey és emberei, akik titokban szövetkeztek a Lannister-házzal, meggyilkolják az északiakat. A Frey család árulása „Vörös Nász” néven válik hírhedtté. Catelyn megpróbálja megmenteni fia életét és túszul ejti Aegon Freyt. Amikor Roose Bolton ennek ellenére is megöli Robbot, Catelyn megöli Aegont, de ő sem menekül meg: Raymund Frey elvágja a torkát. Három nappal később Lord Berric Dondarrion megtalálja Catelyn holttestét, és saját életét feláldozva feltámasztja őt. Azonban Catelyn túl hosszú ideig volt halott, így újraélesztése után nem nyeri vissza régi személyiségét (leszámítva a Frey család iránti gyűlöletét): sérülései csak részben gyógyulnak be (groteszk módon eltorzítva őt) és szinte képtelen beszélni. Átveszi Beric Dondarrion törvényen kívüli csapatának, a Lobogó Nélküli Testvériségnek a vezetését, és a Lannister-ház és szövetségeseinek elpusztítását tűzi ki célul.

### Varjak lakomája
Catelyn (immár Kőszív úrnőként) és a Testvériség összetalálkozik Brienne-nel és útitársaival. Catelyn megtudja, hogy Brienne éppen Sansát keresi Jaime Lannister kívánságára, ezért árulónak tartja Brienne-t, főként miután meglátja a lány kardját, Hűséget, amelyet Eddard valyriai acél kardjából, Jégből kovácsoltak újjá a Lannisterek. Brienne megesküszik, hogy továbbra is hű Catelynhez, aki azt mondja, Brienne úgy bizonyíthatja igazát, ha megöli Jaime-t. Catelyn azt hiszi, Jaime is szerepet játszott a Vörös Nászban. Brienne ezt elutasítja, ezért elkezdik felakasztani, ekkor Brienne „csak egyetlen szót sikolt”.

## Televíziós adaptáció

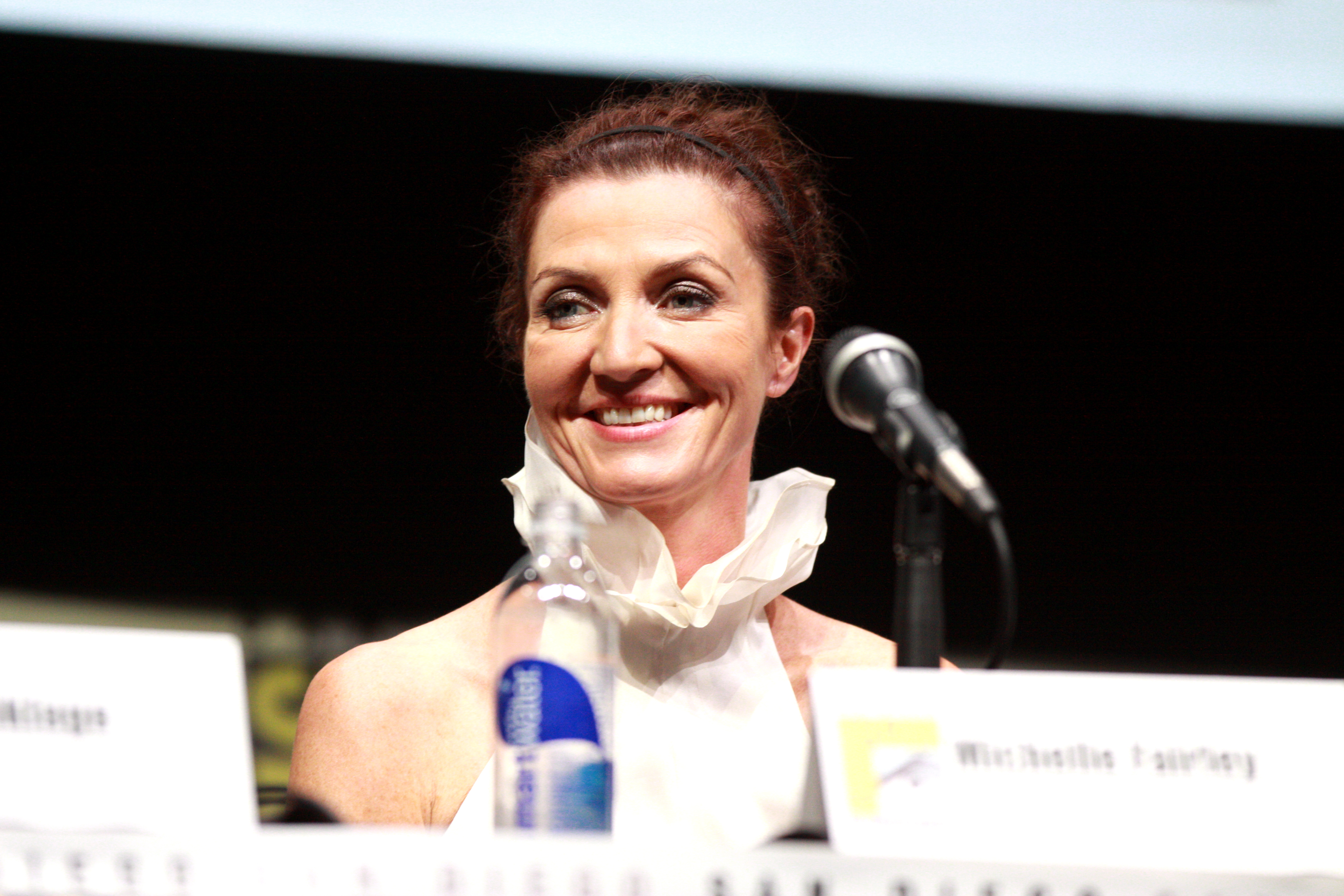
Michelle Fairley három évadon keresztül alakította Catelynt a sorozatban

A HBO 2007 januárjában szerződött le a regény televíziós adaptációjára. Eredetileg Jennifer Ehle-t választották Catelyn Stark szerepére, és vele forgatták a próbaepizódot is, ami nem került adásba, mivel Ehle családi okok miatt kiszállt a sorozatból. Ezután Michelle Fairley kapta meg a szerepet, aki három évadon keresztül alakította Catelynt. Catelyn történetszála csak a Vörös Nász után tér el a könyvektől; a sorozatban még a hatodik évadban sem jelenik meg a Kőszív úrnővé vált Catelyn. A könyvben Catelyn feltámasztásáért életét adó Ser Berric Dondarrion a hatodik évadban sértetlenül feltűnik, valamint Brienne és Jamie is megfordul a Folyóvidéken, anélkül hogy találkoznának Catelynnel.
A negyedik évad záróepizódja után sok rajongó csalódásának adott hangot, amiért Kőszív úrnő nem bukkant fel az epizódban. Két hónappal korábban Lena Headey (aki Cersei Lannistert alakítja) közzétett az Instagramján egy fotót, mely utalt az élőhalott szereplő visszatérésére. Az epizód rendezője, Alex Graves azt nyilatkozta, hogy a szereplő negyedik évadbeli visszatérése sosem volt tervben és nem tudja, hogy a későbbiekben még találkozhatnak-e vele a nézők. Az Entertainment Weekly interjújában Michelle Fairley azt nyilatkozta, hogy Kőszív úrnő talán sosem fog megjelenni a Trónok harcában, bár egyértelmű választ ő sem tudott adni erre a kérdésre.
2016-ban George R. R. Martin elárulta, hogy Kőszív úrnő nem fog feltűnni a sorozatban. Martin egy interjúban elmondta, hogy nem értett egyet a producerek döntésével és Catelynhez mint női szereplőhöz mindig is kötődött, éppen ezért volt különösen nehéz számára a Vörös nász fejezetének megírása – amit éppen ezért a Kardok vihara megírása során legutolsónak készített el. Az író azt is hozzátette, hogy részben a szereplőhöz való kötődése miatt támasztotta fel később Catelynt a könyvekben. Kőszív úrnő mellőzését a sorozatból a Trónok harca egyik rendezője, Mark Mylod is megerősítette.

### Fogadtatás
Michelle Fairley sorozatbeli szereplése kivívta a kritikusok elismerését. A Castamere-i esők című epizódban nyújtott alakítását a Vörös Nász során kiemelték a kritikusok. „Michelle Fairley fantasztikus előadásmódja megragadja a horrort, valamint azt a kétségbeesést, gyötrelmet és őrületet, amelyet egy olyan asszony érez, aki elveszítette a fiait (tudomása szerint az összeset), az unokáját, talán a lányait is, és amennyire ő tudja, szemtanújává válik azon nemesi ház kihalásának, amelyhez ő is tartozik” – írja a Time kritikája. A Nyomorékok, fattyak és összetört dolgok című epizód zárójelenetét Alan Sepinwall kritikus (Hitflix weboldal) dicsérte, külön kiemelve a jelenetet, amelyben Catelyn szövetségeseket gyűjt Tyrion Lannister elfogására.
Fairley alakításáért 2014-ben Szaturnusz-díj jelölést kapott legjobb televíziós női mellékszereplő-kategóriában.

## Fordítás
Ez a szócikk részben vagy egészben  a   Catelyn Stark című angol Wikipédia-szócikk fordításán alapul.  Az eredeti cikk szerkesztőit annak laptörténete sorolja fel. Ez a jelzés csupán a megfogalmazás eredetét és a szerzői jogokat jelzi, nem szolgál a cikkben szereplő információk forrásmegjelöléseként.